# Peltandra virginica
Peltandra virginica, auch Grüner Pfeilaron genannt, ist eine Pflanzenart aus der Gattung Peltandra innerhalb der Familie der Aronstabgewächse (Araceae). Sie ist in den Feuchtgebieten Nordamerikas sowie Kubas weitverbreitet.

## Beschreibung

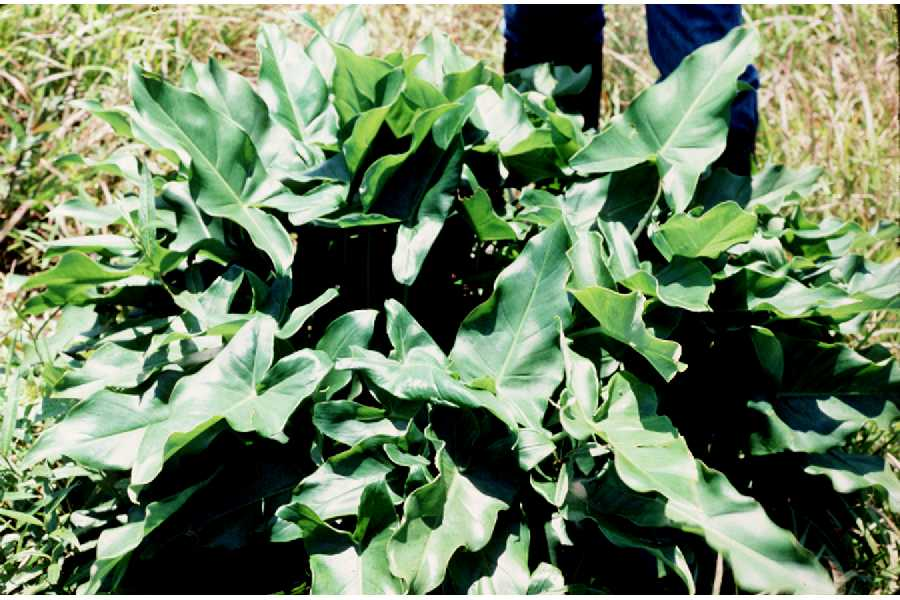
Habitus und Laubblätter

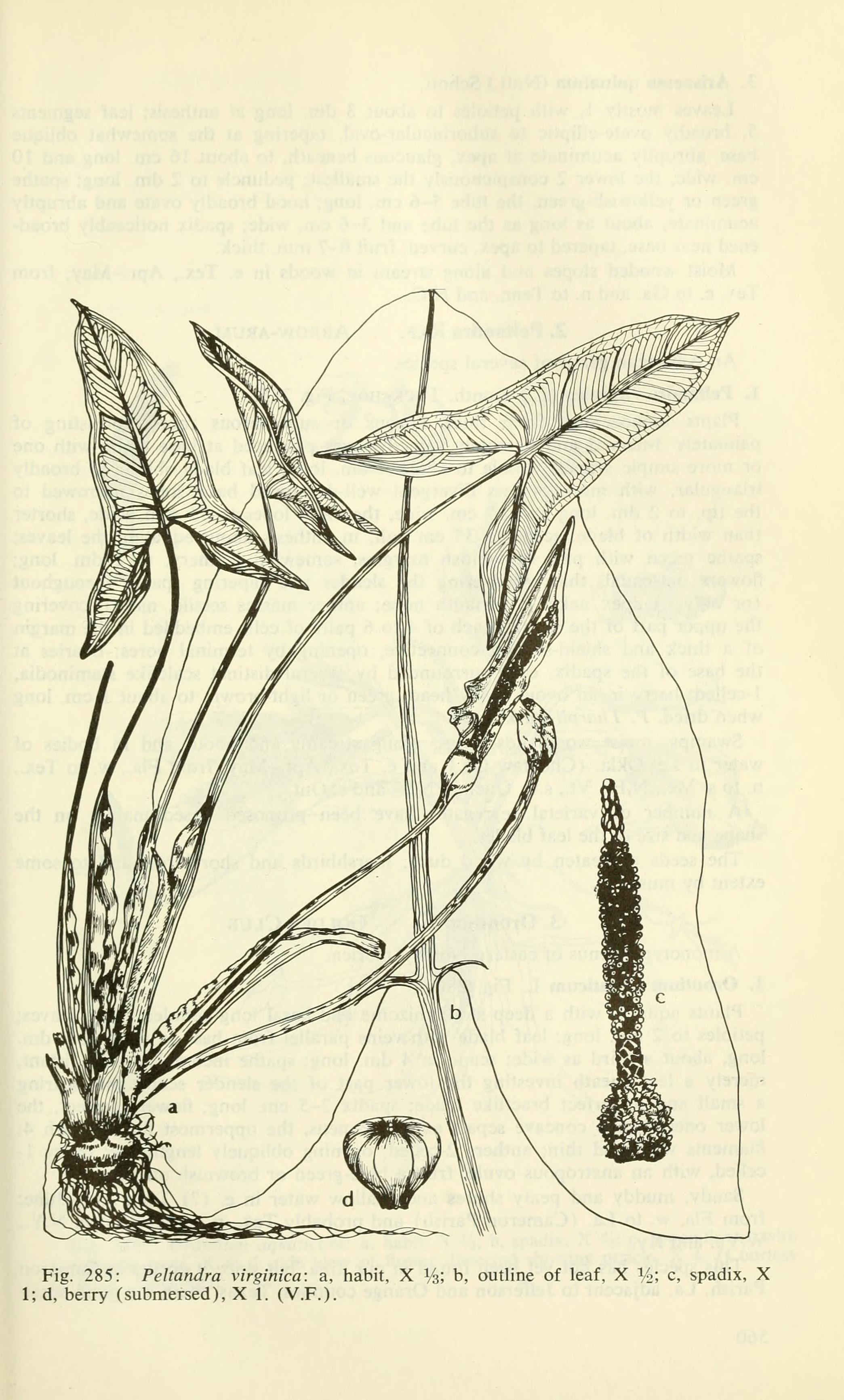
Illustration aus Aquatic and wetland plants of southwestern United States, S. 559

### Vegetative Merkmale
Peltandra virginica ist eine sommergrüne, ausdauernde krautige Pflanze. Sie bildet ein bei einem Durchmesser von bis zu 12 Zentimetern großes, senkrechtes Rhizom aus und die Exemplare stehen oft dicht zusammen.
Die neuen Laubblätter werden vor der Blütezeit gebildet und stehen zu mehreren zusammen. Die relativ großen Laubblätter sind in den unterschiedlichen Populationen und sogar in einem Klon recht variabel in Form und Größe, dies reicht nicht aus um Subtaxa zu definieren. Im Durchschnitt sind sie größer und in der Form variabler als bei Peltandra sagittifolia. Die aufrechten Laubblätter sind in Blattscheide, Blattstiel und Blattspreite gegliedert. Die Blattscheide ist mindestens halb so lang wie der Blattstiel. Der grüne bis purpur-grüne Blattstiel ist mit einer Länge von 38 bis 98 Zentimetern mindestens so lang wie die Blattspreite. Die mittel-grüne oder höchstens auf der Unterseite schwach bläulich-grüne Blattspreite ist bei einer Länge von 9 bis 57 Zentimetern sowie einer Breite von meist 5 bis 15 (2,5 bis 31) Zentimetern lanzettlich bis breit-eiförmig mit spießförmiger bis pfleiförmiger, selten herzförmiger Spreitenbasis und spitzem bis gerundetem oder stachelspitzigem oberen Ende. Die seitlichen Blattadern sind parallel und etwa doppelt so dick wie die Blattflächen. Nach Blake 1912 befinden sich im unteren Bereich der Spreite auf jeder Seite sehr variable 2 bis 13 Zentimeter lange Blattlappen.

### Generative Merkmale
Die Blütezeit reicht in Nordamerika vom Frühling bis zum späten Sommer und liegt in den südlichsten Gebieten des Verbreitungsgebietes auch im Herbst sowie Winter. Peltandra virginica ist einhäusig getrenntgeschlechtig (monözisch).
Der Blütenstandsschaft ist 20 bis 56 Zentimeter lang. Der Blütenstand hat mit Spatha sowie Kolben die typische Form der Araceae. Die geschlossene Spatharöhre umhüllt die Basis des Kolbens, ist außen grün und innen heller grün und 1,5 bis 3,5, selten bis zu 5,2 Zentimeter lang sowie 0,7 bis 1,9 Zentimeter breit. Der 5,9 bis meist 8,5 bis 21,4 Zentimeter lange sowie 0,5 bis 2,3 Zentimeter breite freie Bereich der Spatha ist grün sowie manchmal entlang der gewellten Ränder weiß oder gelb-grün und er ist während der Anthese nur kaum bis etwas oder bis zu vollständig offen. Der Kolben (Spadix) verjüngt sich im oberen Bereich und ist mehr als halb so lang bis fast gleich lang wie die Spatha. Die weiblichen Blüten sind hell-gründ bis grünlich-weiß mit einkammerigen Fruchtknoten, die jeweils ein bis vier Samenanlagen enthalten. Der untere Bereich des Kolbens mit männlichen Blüten ist weiß, cremeweiß bis hell-gelb. Die männlichen Blüten enthalten vier oder fünf verwachsene Staubblätter. Es gibt einen Bereich des Kolbens mit sterilen Blüten zwischen den weiblichen und männlichen Blüten between pistillate und einen sterilen 0,5 bis 2 Zentimeter langen Bereich am oberen Ende des Kolbens. Es sind keine Blütenhüllblätter vorhanden.
Der Schaft des Fruchtstandes biegt sich nach unten. Der junge Fruchtstand bleibt von der Spatharöhre umhüllt; sie verrottet langsam und gibt die Früchte frei. Die reifen Beeren sind erbsen-grün bis gefleckt oder sehr dunkel purpur-grün. Die Früchte weisen eine Länge von 10 bis 18 Millimetern sowie einen Durchmesser von 6 bis 16 Millimetern und enthalten meist ein oder zwei, selten bis zu vier Samen. Die Samen weisen einen Durchmesser von 8 bis 17  Millimetern auf und sind in eine schleimige Fruchtpülpe eingebettet.

### Chromosomensatz
Die Chromosomengrundzahl beträgt x = 14; Peltandra virginica ist oktoploid und es wurde eine Chromosomenzahl von 2n = 112 ermittelt.

## Ökologie
Peltandra virginica ist proterogyn und zur Bestäubung auf Insekten angewiesen. Peltandra virginica und ihr Bestäuber, die Halmfliege Elachiptera formosa, stehen in mutualistischer Symbiose zueinander.

## Vorkommen und Gefährdung
Das weite Verbreitungsgebiet von Peltandra virginica reicht in Nordamerika vom östlichen Kanada bis zu den zentralen sowie östlichen USA. Sie kommt auch in Kuba vor. Es gibt Fundortangaben für die kanadischen Provinzen Quebec sowie Ontario und die US-Bundesstaaten Illinois, Iowa, Kansas, Minnesota, Missouri, Oklahoma, Wisconsin, Connecticut, Indiana, Maine, Massachusetts, Michigan, New Hampshire, New Jersey, New York, Ohio, Pennsylvania, Rhode Island, Vermont, West Virginia, Texas, Alabama, Arkansas, Delaware, Florida, Georgia, Kentucky, Louisiana, Maryland, Mississippi, North Carolina, South Carolina, Tennessee, Virginia sowie den District of Columbia.
Populationen von Peltandra virginica sind in Nordamerika entlang der atlantischen Küstenebene am häufigsten. Seit 1978 wurde eine Ausbreitung dieser Art in Iowa, Kansas, Minnesota, West Virginia sowie Wisconsin verzeichnet. Als etablierter Neophyt gilt  Peltandra virginica auch in den westlichen US-Bundesstaaten Oregon sowie Kalifornien.
Peltandra virginica gedeiht in feuchtgen Habitaten, dies sind Sümpfe, Moore, süßwasser- bis Gezeiten-Marschgebiete mit schwacher Salinität, Wassergräben, Ränder von Teichen, Seen und Flüssen in Höhenlagen von 0 bis 1200 Metern.
In der Roten Liste der gefährdeten Arten der IUCN wird 2015/2016 Peltandra virginica als „Least Concern“ = „nicht gefährdet“ im Gesamtverbreitungsgebiet bewertet, jedoch wird eingeschränkt, dass für Kanada von einer geringfügig größeren Gefährdung ausgegangen wird.

## Systematik und botanische Geschichte
Die Erstveröffentlichung erfolgte 1753 unter dem Namen (Basionym) Arum virginicum durch Carl von Linné in Species Plantarum, S. 966. Die Neukombination zu Peltandra virginica (L.) Schott wurde 1832 in H. W. Schott und S. L. Endlicher: Meletemata Botanica, S. 19 veröffentlicht. Weitere Synonyme für Peltandra virginica (L.) Schott sind: Calla virginica (L.) Michx., Caladium virginicum (L.) Hook., Lecontia virginica (L.) Torr., Rensselaeria virginica (L.) L.C.Beck, Alocasia virginica (L.) Raf., Arum walteri Elliott, Caladium undulatum Steud., Peltandra undulata Raf., Peltandra undulata Schott, Peltandra angustifolia Raf., Peltandra canadensis Raf., Peltandra hastata Raf., Peltandra heterophylla Raf., Peltandra latifolia Raf., Peltandra walteri (Elliott) Raf., Peltandra tharpii F.A.Barkley, Peltandra luteospadix Fernald, Peltandra virginica subsp. luteospadix (Fernald) W.H.Blackw. & K.P.Blackw., Peltandra virginica var. angustifolia (Raf.) Tidestr., Peltandra virginica var. heterophylla (Raf.) Tidestr., Peltandra virginica f. angustifolia (Raf.) S.F.Blake, Peltandra virginica f. brachyota S.F.Blake, Peltandra virginica f. hastifolia S.F.Blake, Peltandra virginica f. heterophylla (Raf.) S.F.Blake, Peltandra virginica f. latifolia (Raf.) S.F.Blake, Peltandra virginica f. rotundata S.F.Blake. Es gibt keine Subtaxa. Die von S. F. Blake 1912 aufgestellten Formen erweisen sich alle als Synonyme.
Während W. H. Blackwell und K. P. Blackwell 1974 nur eine Art Peltandra virginica mit zwei Unterarten in der Gattung Peltandra verzeichneten, werden in der Flora of North America 2000, zwei Arten geführt, aber keine Subtaxa. Da die Blattform innerhalb der Art so stark variiert wurden einige Formen beschrieben, jedoch variiert die Blattform auch innerhalb einer Population und sogar in einem Bestand, der durch vegetative Vermehrung entstanden ist, deshalb eignet sich die Blattform nicht um Subtaxa zu definieren.

## Nutzung
Peltandra virginica wird als Zierpflanze verwendet.
Das Rhizom von Peltandra virginica ist reich an Stärke, allerdings enthält es Oxalat und eine Protease, die zu einem scharfen Brennen beim Verzehr führt. Ostküsten-Indianer wie z. B. die North-Carolina-Algonkin aßen die Rhizome nach einer Behandlung, die experimentelle Archäologen versuchen nachzuvollziehen.